# 亞闢猴
亞闢猴（Apidium），又名牛骨猴，是生存於3020-2950萬年前漸新世的靈長目。亞闢猴的化石在埃及的法尤姆很普遍，其下最早的A. moustafai的化石較罕有，而較遲的A. phiomense則較多。亞闢猴的學名意思是「小牛」，因為最初發現時以為牠是一種牛的化石。
亞闢猴分類在狹鼻小目下副猿科中，最接近現今的舊世界猴，但外表卻像猿。
亞闢猴適應生活在北非的熱帶森林中。牠的前肢可以在樹枝上走動及在樹間跳躍。雄性亞闢猴比雌性的大很多，且有較大的犬齒。牠的後肢能抓住樹枝，確保不會從樹上掉下來。
亞闢猴不像其祖先，如高帝納猴般夜間活動，反而是日間活動的。牠利用其眼睛來尋找，並以其圓而扁的牙齒來吃果實及昆蟲。牠們行動的時間都是在尋找食物，並有可能徘徊廣闊的地方吃食。
雄性亞闢猴與雌性的體型差異，與現今的靈長目比較，估計是小群生活的，當中小數的雄性領導幾隻雌性。雄性有大的犬齒，可能用來為交配及群族中的領袖地位而與其他雄性打鬥。

## 外部連結
- Mikko's Phylogeny archive
- BBC's Nature Fact Files （页面存档备份，存于）
- Scientific classification of Apidium phiomense （页面存档备份，存于）